# 28809 Pierrebeck
28809 Pierrebeck è un asteroide della fascia principale. Scoperto nel 2001, presenta un'orbita caratterizzata da un semiasse maggiore pari a 2,513536 UA e da un'eccentricità di 0,101990, inclinata di 7,214292° rispetto all'eclittica.